# 양만춘
양만춘(楊萬春, ?~?)은 고구려 말의 군인으로 안시성 전투 당시의 안시성주이다. 1차 고당전쟁 당시 안시성에서 당 태종 이세민의 공세를 막아낸 것으로 유명하며, 후대에 구국의 영웅으로 숭앙받았다. 이를 제외한 그의 생애는 모든 것이 미상으로 그 이름조차 현전하지 않아 그저 안시성주(安市城主)라 불리기도 하나, 조선시대의 민간전승에 의해 양만춘이라는 이름으로 알려져 왔다.
양만춘이란 이름은 16세기 중국 소설에 최초로 등장한 가공의 이름으로 실제 이름은 알 수 없다.

## 생애
안시성의 성주였으며 재주와 용기가 있었다고 한다. 642년(보장왕 1년) 쿠데타로 정권을 장악한 연개소문에게 복종하지 않아 그 공격을 받았는데 성을 잘 지켜냈다. 644년 당 태종이 고구려를 정복하고자 군사를 일으켰다. 645년 안시성까지 진군해온 당군에 맞서 오래도록 버텨냈다. 이에 강하왕(江夏王) 이도종이 성의 동남방에 토산을 쌓기 시작했고, 안시성주 역시 성벽을 더욱 높이며 대응하였다. 교전은 하루에 예닐곱회에 달했으며 충차나 포석의 타격을 받아 파괴된 곳은 목책을 세워 수리하였다. 당군은 60일 동안 밤낮으로 쉬지 않고 토산을 올린 끝에 불과 수 장(丈) 거리에서 성을 내려다보게 되었다. 과의(果毅) 부복애(傅伏愛)가 토산 수비를 맡았다. 얼마 후 토산이 무너져 성과 이어졌는데 부복애가 마침 자리에 없었다. 안시성주가 재빨리 수백 명을 출전시켜 토산을 빼앗고 해자까지 둘렀다. 당 태종의 3일에 걸친 탈환 시도도 모두 저지하였다.
겨울이 오면서 보급이 곤란해진 당 태종은 결국 총퇴각을 명하고 마지막으로 안시성 주위를 돌며 시위하였다. 안시성주가 병력을 물리고 홀로 성에 올라 작별의 예를 갖추었다. 당 태종은 안시성주가 성을 고수한 것을 가상히 여겨 비단 100필을 내리며 격려하였다. 이후의 행적은 정확한 기록이 없어 알 수 없다.

## 실전된 이름
안시성 전투를 제외한 그의 생애는 모든 것이 미상으로 그 이름조차 현존하지 않는다. 현전하는 기록 중에서 양만춘(梁萬春)이란 이름이 최초로 등장하는 것은 16세기 명나라의 소설 《당서지전통속연의》(唐書志傳通俗演義, 약칭은 당서연의 혹은 당서지전)이다. 〈태종동정기〉(太宗東征記)는 이 책의 후반부를 이른다. 이익은 또다른 전거로 하맹춘(何孟春)의 《여동서록》(餘冬序錄)을 들었으나 여동서록에는 그런 내용이 없다. 이익이 착오를 범한 듯 하다. 어쨌든 윤근수, 송준길, 박지원 등 조선의 많은 문인들이 당서연의를 채용하면서 양만춘이란 가공의 이름이 널리 퍼졌다. 한편에서는 성씨가 梁(양)이 아니라 楊(양)이라 주장하였고 楊萬春(양만춘) 역시 널리 통용되었다.

## 후대의 평가

#### 김부식의 평가
"당 태종은 고명한 불세출의 임금으로 난을 평정함은 탕왕과 무왕에 비할 만하고 통치는 성왕과 강왕에 가까웠다. 용병술은 그 기묘함이 끝이 없고 향하는 곳마다 대적할 자가 없었다. 그럼에도 동방 정복만은 안시에서 패하였으니 그 성주는 가히 비범한 호걸이라 하겠다. 다만 사서엔 그 성명조차 전하지를 않으니 양웅이 제나라와 노나라 대신들의 이름은 사서에 남지 않았다고 한 바와 다르지 않다. 심히 애석하도다. " - 삼국사기 <高句麗本紀>

#### 류성룡의 평가
" 수(隋)·당(唐)의 무렵에 천하의 군대를 평안도 하나로써 대적할 때도 오히려 안시성주(安市城主)의 기재(奇才)와 을지문덕(乙支文德)같은 사람이 있어 중국의 역사에서도 찬미하였습니다. " - 선조실록 64권

## 전설
당 태종이 안시성주가 쏜 화살에 맞아 한쪽 눈을 잃었다는 이야기가 14세기 고려의 시에 등장하지만 어느 사서에도 그런 기록은 없다. 다만 이것이 사실이라고 한다면 중국측에서 자신들의 수치로 여겨 감출 가능성은 매우 높고 조선시대의 학자들도 이 점을 지적했다.

## 이름을 따온 것
- DDH-973 양만춘 : 광개토대왕급 구축함 제3번함

## 양만춘이 등장하는 작품

### 드라마
- 《삼국기》 KBS, 1992년 ~ 1993년, 배우 : 임혁
- 《연개소문》 SBS, 2006년 ~ 2007년, 배우 : 임일규, 신동훈
- 《대조영》 KBS, 2006년 ~ 2007년, 배우 : 임동진

### 영화
- 《안시성》 , 2018년 , 배우: 조인성

## 같이 보기
- 한국의 역사

## 참고 문헌
- 《삼국사기》21권 고구려본기 제9 보장왕 4년